# Lòdur

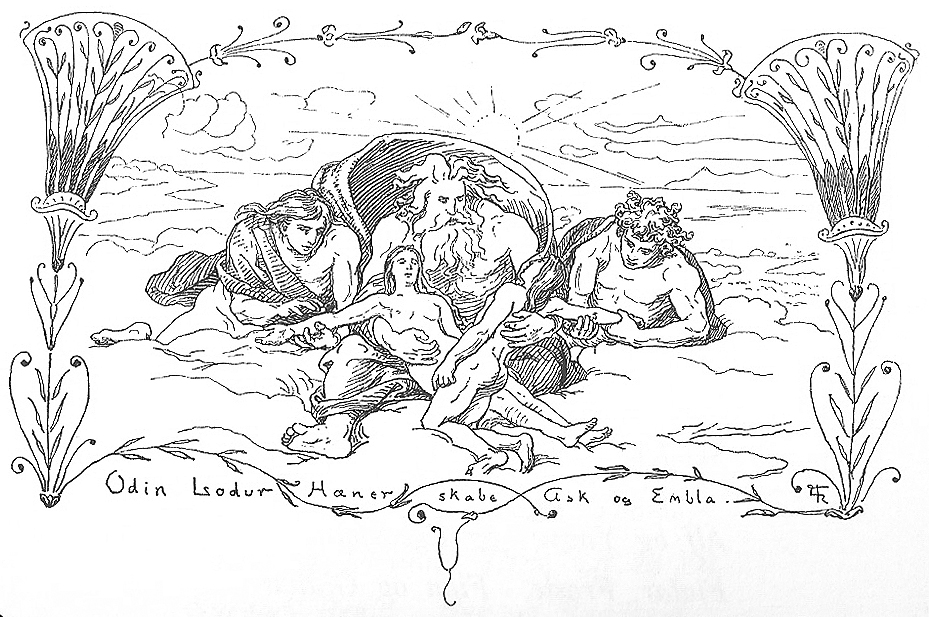
Henir, Lòdur i Odin creant els primers éssers humans Ask i Embla.

En la mitologia escandinava, Lòdur (en norrè Lóðurr) és un dels déus ansos. A la Völuspá és qui s'encarrega d'animar els cossos dels primers éssers humans, però, a part d'això, gairebé mai se l'esmenta. Els erudits l'han identificat amb Loki, Ve, Vili i Freire, però no s'ha arribat a un consens.
El significat del nom és desconegut.
Ja que l'Edda prosaica esmenta els fills de Bor, en el mateix context que Völuspá, Heni i Lòdur alguns erudits han raonat que Lòdur podria ser un altre nom per a Vili. Viktor Rydberg va ser un dels primers defensors d'aquesta teoria, però no ha rebut gaire atenció.
Una teoria més popular proposada per l'erudita Ursula Dronke és que Lòdur és "un tercer nom de Loki / Loptr". Encara que molts erudits estan d'acord amb aquesta identificació, no és universalment acceptada. Un argument en contra és que Loki apareix com un ésser malèvol més endavant en la Völuspá, cosa que aparentment entra en conflicte amb la imatge de Lòdur com una figura "poderosa i amorosa".
Una identificació amb Frey també s'ha proposat. Aquesta teoria posa l'accent en la possible fertilitat de significats relacionats nom Lòdur, però per contra té poques proves directes que hi donin suport.